# Чхве Тхэ Мин
Чхве Тхэ Мин (5 мая 1912 — 1 мая 1994) — лидер южнокорейского псевдохристианского культа. Будучи, изначально, буддистским монахом, позднее он принял католицизм. Был женат шесть раз. Являлся духовным наставником президента Южной Кореи в 1963—1979 годах, Пак Чон Хи, а затем и его дочери, будущего 11-го президента страны, Пак Кын Хе, до своей смерти в 1994 году. Он, якобы, использовал своё влияние на президентскую семью, для вымогательства взяток у южнокорейских государственных чиновников и бизнесменов. В конце 2016 года, в скандал оказалась втянута уже его дочь, Чхве Сун Силь, которую заподозрили в чрезмерном влиянии на решения президента Пак Кын Хе.

## История
Чхве Тхэ Мин создал религиозную группу, называемую «Ёнсегё» (영세교), или «Церковь Вечной Жизни», и провозгласил себя Майтреей. Он познакомился с Пак Кын Хе на похоронах её матери, Юк Ён Су, убитой в 1974 году. Согласно докладу Национального агентства разведки, составленному в 1970-х и опубликованному южнокорейскими СМИ в 2007 году, Чхве Тхэ Мин сообщил Пак Кын Хе, что её мать являлась ему во снах и просила присмотреть за своей дочерью.
Чхве Тхэ Мина связывали с отцом Пак Кын Хе, экс-президентом Республики Корея Пак Чон Хи, убитым в 1979 году. Директор КЦРУ, убивший президента, сообщил суду, что одной из причин его поступка был отказ Пак Чон Хи прекратить коррупционную деятельность Чхве Тхэ Мина и держать его подальше от своей дочери.
В интервью одной из газет в 2007 году Пак Кын Хе назвала Чхве Тхэ Мина патриотом и сказала, что она благодарна ему за советы и поддержку в «трудные времена».
Согласно дипломатической докладу американского посольства в Сеуле в 2007 году, опубликованному WikiLeaks, Чхве Тхэ Мин «обладал полным контролем над телом и душой» Пак Кын Хе, «благодаря чему его дети накопили огромные богатства». При этом автор доклада, тогдашний заместитель главы дипломатической миссии посольства США в Корее, Уильям Стэнтон, указывал, что оппоненты Пак Кын Хе называют её наставника не иначе как «корейским Распутиным» и предостерегал Вашингтон, что семья Чхве может сохранить своё влияние на дочь Пак Чон Хи и после её избрания президентом. Тогда, однако, Пак Кын Хе уступила во внутрипартийной гонке Ли Мён Баку, который стал 10 президентом Южной Кореи, и смогла одержать победу лишь на следующих президентских выборах.

## Используемые имена
Чхве Тхэ Мин использовал семь различных имён: